# 胡為美
胡為美（1953年—，英文名：Deborah Wang），台灣美國文學家、作家。生於台北，浙江湖州人，祖籍浙江鎮海縣。胡宗南之女，兄胡為真、胡為善，妹胡为明。

## 生平
畢業於台北再興小學。獲得輔仁大學圖書管理學士學位。赴美留學，獲美國威斯康辛大學麥迪遜分校教育學碩士。後回台灣任中國文化大學青少年兒童福利系講師、侨生外籍生主任。又赴美國，任美國南加州帕薩汀娜市立學院中文講師。1997年至2000年，曾任美國北加州華人作家協會第三任會長。曾任美國加州婦女雜誌編輯、中文學校校長。

## 代表作
- 《做一个快快乐乐的人》
- 《婚姻传奇》[1]
- 《〈嫁妆一牛车〉序》
- 〈在鄉土上掘根〉[6]